# Estranged
«Estranged» es una canción del grupo de hard rock estadounidense Guns N' Roses, de su álbum Use Your Illusion II. Es una de las canciones más largas y famosas de la banda, y cuenta con uno de los vídeos musicales más costosos jamás rodados. Cuenta con muchos versos y carece de un estribillo principal. También posee varios solos de guitarra y piano.

## Recepción
«Estranged» es ampliamente considerada como una de las mejores canciones de la banda. En 2017, Paste clasificó la canción en el número dos en su lista de las 15 mejores canciones de Guns N' Roses, y en 2020, Kerrang clasificó la canción en el número cuatro en su lista de las 20 mejores canciones de Guns N' Roses. 

## Vídeo musical
El video musical es la tercera y última parte de la trilogía no oficial de vídeos «Don't Cry» y «November Rain» de los dos álbumes de estudio de Use Your Illusion, los cuales ponen en escena una especie de película cinematográfica.
Mientras que «Don't Cry» y «November Rain» poseen bastante similitud, «Estranged» tiene muy poca conexión con la historia previa de los dos videos anteriores. Esto es así principalmente porque por la entonces novia de Axl Rose, Stephanie Seymour (quien encarnó a la novia del vocalista en «Don't Cry» y «November Rain») había roto con él antes de rodar el vídeo, forzando a Axl y al director a abandonar sus planes originales para este, dando así lugar a una desconexión con los otros dos, que sin embargo, no significó la pérdida del estilo cinematográfico.
El video muestra a Axl siendo arrestado por un grupo de policías especiales, luego es llevado a una clínica de salud mental, mientras definiciones de varios desórdenes emocionales se ven en la pantalla. El protagonista habla con los terapeutas sobre sus problemas emocionales (un tema que fue tocado en el vídeo de «Don't Cry»). Al final, Axl es liberado de la clínica y se dirige a un barco abandonado en altamar. Allí llega el clímax del vídeo: el vocalista de Guns N' Roses salta al agua y nada con un grupo de delfines, ganando paz interior al hacerlo.